# Montpellier
Montpellier (kiejtés: mɔ̃pəˈlje, mɔ̃pɛˈlje, magyarosan: „monpöljé”) (okcitánul: Montpelhièr) nagyváros Franciaországban, Okcitánia régióban, Hérault megye székhelye (prefektúra).
A Földközi-tenger partjának közelében, a Languedoc dombvidékre épült nagyváros fontos gazdasági és tudományos központ, több mint hat évszázados orvostudományi egyeteme világhírű, Rabelais is a diákja volt. A Montpellier-ben folyó orvosi és gyógyszerkutatások országos jelentőségűek. A dombvidéken fekvő város bortermelő vidék központja.
A város légvonalban alig 10 km-re van a tengerparttól. A part előtt keskeny földsáv húzódik végig, e mögött belső tavak alakultak ki. A földnyelven az elmúlt évtizedekben népszerű üdülőtelepek épültek: Palavas-les-Flots, Maguelone, La Grande-Motte, Port-Camargue.

## Éghajlata
| Hónap                                                                     | Jan. | Feb. | Már. | Ápr. | Máj. | Jún. | Júl. | Aug. | Szep. | Okt. | Nov. | Dec. | Év   |
| ------------------------------------------------------------------------- | ---- | ---- | ---- | ---- | ---- | ---- | ---- | ---- | ----- | ---- | ---- | ---- | ---- |
| Átlagos max. hőmérséklet (°C)                                             | 11,6 | 12,8 | 15,9 | 18,2 | 22,0 | 26,4 | 29,3 | 28,9 | 25,0  | 20,5 | 15,3 | 12,2 | 19,9 |
| Átlagos min. hőmérséklet (°C)                                             | 2,8  | 3,3  | 5,9  | 8,7  | 12,5 | 16,0 | 18,9 | 18,5 | 15,0  | 11,9 | 6,8  | 3,7  | 10,4 |
| Átl. csapadékmennyiség (mm)                                               | 56   | 52   | 34   | 56   | 43   | 28   | 16   | 34   | 80    | 97   | 67   | 67   | 629  |
| Havi napsütéses órák száma                                                | 143  | 168  | 221  | 227  | 264  | 312  | 340  | 298  | 242   | 169  | 149  | 137  | 2668 |
| Forrás: Météo France , Infoclimat.fr (humidity and snowy days, 1961–1990) |      |      |      |      |      |      |      |      |       |      |      |      |      |

| Hónap                        | Jan.  | Feb.  | Már. | Ápr. | Máj. | Jún. | Júl. | Aug. | Szep. | Okt. | Nov. | Dec.  | Év    |
| ---------------------------- | ----- | ----- | ---- | ---- | ---- | ---- | ---- | ---- | ----- | ---- | ---- | ----- | ----- |
| Rekord max. hőmérséklet (°C) | 21,2  | 22,5  | 27,4 | 30,4 | 35,1 | 37,2 | 37,5 | 36,8 | 36,3  | 31,8 | 27,1 | 22,0  | 37,5  |
| Rekord min. hőmérséklet (°C) | −15,0 | −17,8 | −9,6 | −1,7 | 0,6  | 5,4  | 8,4  | 8,2  | 3,8   | −0,7 | −5,0 | −12,4 | −17,8 |
| Forrás: Météo France         |       |       |      |      |      |      |      |      |       |      |      |       |       |

## Története
Első írásos említése 985-ből származik, igaz akkor városnak még nyoma sem volt, csupán a vidéket kapta birtokul egy nemesember. A település gyors fejlődésnek indult. Egy ideig spanyol uralom alatt állt, de Franciaország megvásárolta a mai Bas Languedoc vidékkel együtt. Ide érkeztek nagy mennyiségben a keleti fűszerek és gyógynövények, ez utóbbiakból a közeli lankákon is bőven termett, s már a 13. században híre lett Montpellier gyógyszereinek, orvosainak. 1239. október 26-án IV. Miklós pápa bullában engedélyezte, hogy egyetem jöjjön létre, az akkor már működő orvosi, jogi és művészeti fakultások egyesítésével, ezt a bullát a városi archívumban őrzik, s Montpellier egyeteme azzal büszkélkedhet, hogy a világon az egyik legrégebbi univerzitás. Itt folytatta tanulmányait Petrarca és Nostradamus is. Az újkor kezdetén a város nevezetes kereskedelmi központ volt. Bár a vallásháborúk során sokat szenvedett, XIV. Lajos korában ismét felgyorsult a fejlődése, mert tartományi főváros lett. A francia forradalom után ismét vesztett szerepéből, egészen a 20. századig csak egyetemének hírneve tartotta fenn iránta az érdeklődést.

## Demográfia
| Év   | Lakosság |
| ---- | -------- |
| 1806 | 33 264   |
| 1820 | 35 123   |
| 1876 | 55 258   |
| 1901 | 75 950   |
| 1911 | 80 230   |
| 1921 | 81 548   |
| 1936 | 90 787   |
| 1946 | 93 102   |

| Év   | Lakosság |
| ---- | -------- |
| 1954 | 97 501   |
| 1962 | 118 864  |
| 1968 | 161 910  |
| 1975 | 191 354  |
| 1982 | 197 231  |
| 1990 | 207 996  |
| 1999 | 225 392  |
| 2006 | 251 634  |
| 2010 | 257 351  |

## Oktatás
- École nationale de l’aviation civile
- EPITECH
- Montpellier Business School
- Institut Agro Montpellier

## Látnivalók

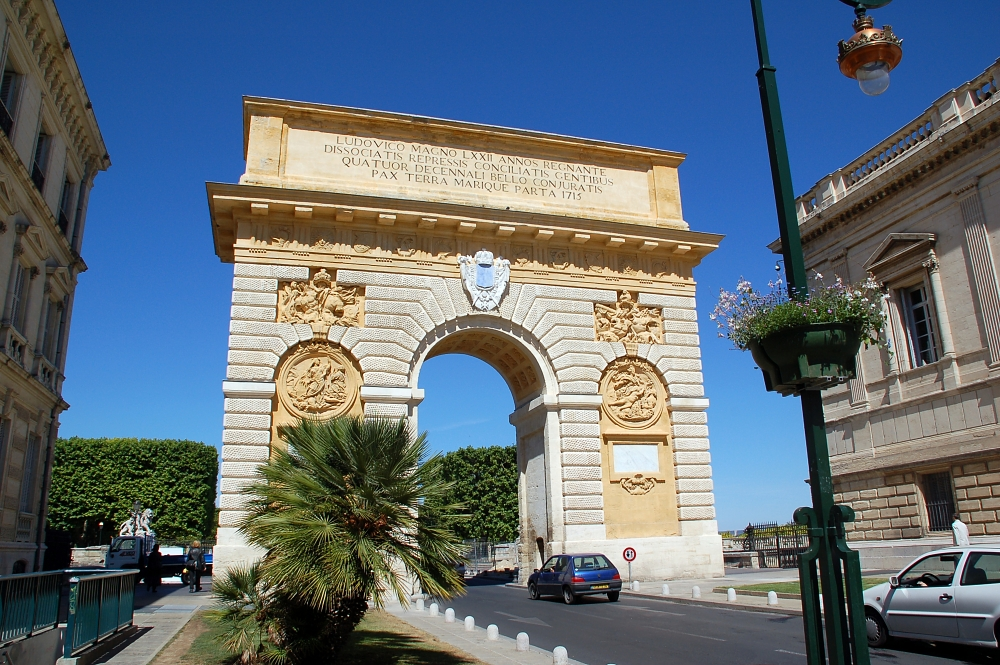
Arc de triomphe

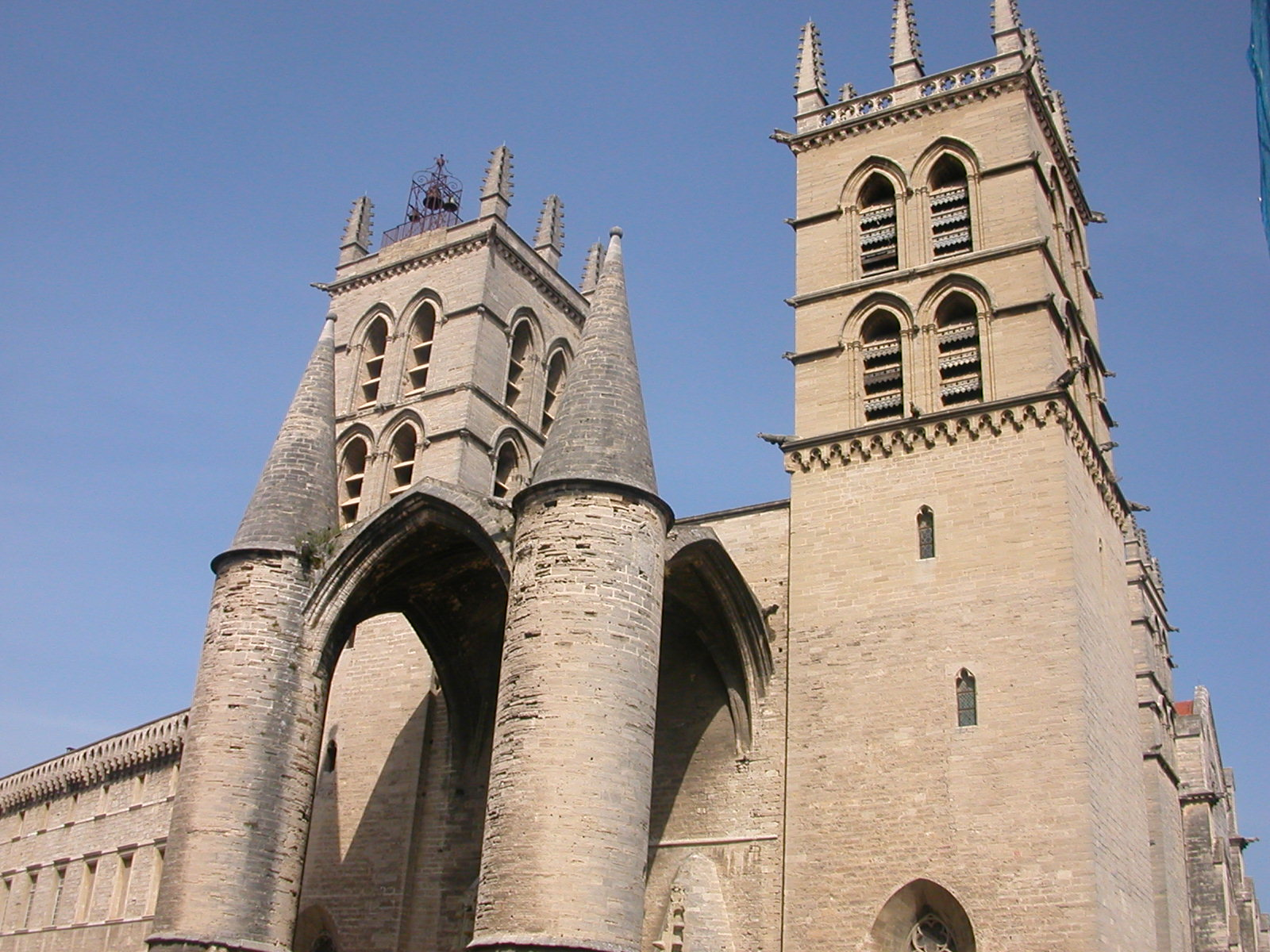
Cathédrale St-Pierre

- Place de la Comédie – a belváros központi tere, itt található az Opera 19. századi épülete, valamint egy szökőkút melyet kecses nőalakok ékesítenek, ez a Fontaine des Trois Graces, Étienne Antoine szobrászművész alkotása.
- Le Vieux Montpellier – az óváros, számos középkori palotával, ilyenek például a Hotel des Trésoriers de France, a mikvé ami, egy zsidó rituális fürdő, a prefektúra épülete az egyik legszebb 17. századi palota melyet de Bouzy bíboros építtette, az előtte álló Cybéle kút is a 18. században készült.
- Amphithéatre Saint-Come – kupolás csarnoka, XIV. Lajos udvari orvosa adományozta a felépítéséhez szükséges hatalmas összeget az orvosi fakultásnak.
- Esplanade – egy sétány, 1723-ban építették, számos kút és szobor kapott itt helyet. A sétány egyik végében található a Citadelle, egy erőd melynek alapjait 1624-ben rakták le.
- Musée Fabre – 1825-ben adományozta a városnak gazdag gyűjteményét François-Xavier Fabre festőművész. A kiállított festmények között vannak Raffaello, Paolo Veronese, Rubens, Ribera és Zurbaran alkotások is.
- Arc de triomphe – XIV. Lajos diadalíve.
- XIV. Lajos lovas szobra – 1688-ban készült el, a forradalom idején összetörték, de újjáöntötték, és 1838-ban ismét a helyére került.
- Jardin des Plantes – az ország legrégebbi botanikus kertje, IV. Henrik rendeletére hozták létre 1593-ban, abból a célból, hogy az orvosi fakultás hallgatói számára gyógynövényeket termesszenek benne. Jelenleg 3000 különböző növénynek ad otthont.
- Cathédrale St-Pierre – a város egyetlen olyan temploma, amely túlélte a vallásháborúk pusztításait. 1346–1367 között épült V. Orbán pápa adományából. Amikor 1536-ban ide került a püspöki székhely, kibővítették.
- Faculté de Médecine – a 14. században készült kolostort sokszor átépítették, majd megkapta az orvosi fakultás. Főhomlokzata a 18. században készült. Napjainkban az oktatás túlnyomó része nem itt folyik, itt található az egyetem díszterme valamint az Orvostudományi és Anatómiai Múzeum.
- Saint Clément Aqueduct – amely a XVIII. században biztosította a város vízellátását, a vezeték 22 méter magas árkádokra épült.

A város körül valóságos kastélygyűrű alakult ki, a 18. század nagy fellendülése idején a gazdag polgárok, kereskedők és az arisztokrácia tagjai egymással vetekedve építettek maguknak kis palotákat. A város nyugati oldalán a Chateau d’Eau, a la Mosson, a l’Engarran, a keleti oldalon a Flaugergues és a la Mogére kastély tartozik a legszebbek közé.
A város sok látványos esemény színhelye, van színpompás karnevál, június végétől július közepéig nemzetközi zenei fesztivál, szeptemberben nemzetközi sportfilm-fesztivál.

## Testvérvárosok
- Lakewood – 1918 óta
- Louisville – 1955 óta
- Heidelberg – 1961 óta
- Barcelona – 1963 óta
- Csengtu – 1981 óta
- Tiberias – 1983 óta
- Fez – 2003 óta
- Glasgow – 2006 óta
- Rio de Janeiro – 2008 óta